# Henrik Gisiko
Axel Henrik (ibland Henric) Gisiko, född 2 mars 1869 i Maria Magdalena församling i Stockholms stad, död 18 december 1943 i Skeppsholms församling i Stockholms stad, var en svensk militär.

## Biografi
Gisiko antogs som kadett vid Sjökrigsskolan 1883 samt gjorde sjöexpeditioner med ångkorvetten HMS Saga 1884–1887 och med ångfregatten Vanadis 1888 och 1889. Han avlade sjöofficersexamen vid Sjökrigsskolan 1889 och utnämndes samma år till underlöjtnant i flottan, där han befordrades till löjtnant 1892. Han gick lägre kursen vid Minskolan 1892 och en kurs vid Infanteriskjutskolan 1893, varefter han var fartygschef på skeppsgossebriggen Snappopp 1895 och 1896. Han befordrades till kapten 1900, gick befälskurs vid Torpedskolan 1901, var fartygschef på torpedbåtarna HMS Blixt och Bris i kusteskadern 1901,  gick Allmänna kursen vid Sjökrigshögskolan 1901–1902 och var fartygschef på torpedbåtarna Meteor och Orkan i kusteskadern 1902.
Från 1902 tjänstgjorde Gisiko vid Flottans stab (den 1 januari 1908 namnändrad till Marinstaben): vid Mobiliseringsavdelningen och Statistiska avdelningen 1902–1909 och vid Kommunikationsavdelningen 1909–1912. Han var därtill lärare i torpedlära vid Sjökrigsskolan 1903–1908, lärare i strategi vid Sjökrigshögskolan 1906–1918, tillika lärare i taktik vid Sjökrigshögskolan 1908–1918. Han biträdde vid generalkommissionens arbeten vad flottan vidkommit 1907–1908 och var sakkunnig för utarbetande av förslag till ny organisation av flottans sjömanskår 1908. Han hade sjökommenderingar som divisionschef och fartygschef på torpedbåten Blixt i kusteskadern 1903 och 1904, som divisionschef och fartygschef på torpedbåten Orkan i kusteskadern 1905, som divisionschef och fartygschef på jagaren HMS Magne i kusteskadern 1906, som fartygschef på torpedkryssaren HMS Jacob Bagge 1907, som fartygschef på torpedkryssaren HMS Psilander 1907, som divisionschef på jagaren HMS Wale 1908 och som fartygschef på jagaren HMS Sigurd 1909.
År 1912 befordrades Gisiko till kommendörkapten av andra graden, varefter han fortsatt tjänstgjorde vid Marinstaben 1912–1918: som chef för Mobiliseringsavdelningen 1912–1913, som chef för Kommunikationsavdelningen 1913–1915 och som chef för Operationsavdelningen 1915–1918, befordrad till kommendörkapten av första graden 1916. Han var stabschef hos inspektören av flottans övningar till sjöss 1918–1919, deltog i skandinaviska minkonferensen 1918, befordrades till kommendör 1919 och var inspektör för undervattensbåtvapnet vid Marinförvaltningen 1919–1925. Han hade sjökommenderingar som sekond på pansarskeppet HMS Tapperheten 1910, på pansarskeppet HMS Äran 1911, som sekond på pansarskeppet HMS Oscar II 1911–1912, som stabschef på kanonbåten HMS Svensksund (1891) under krigsövningar 1912, som fartygschef på pansarskeppet HMS Thule 1913 och på pansarskeppet HMS Göta 1914, som flottiljchef på torpedkryssaren HMS Claes Uggla (1899) 1914–1915, som divisionschef på jagaren HMS Magne 1916, som fartygschef på pansarkryssaren HMS Fylgia 1916–1917, som divisionschef på jagaren HMS Wale 1918, som flaggkapten på pansarskeppet HMS Sverige 1918 och på pansarskeppet HMS Äran 1919, som divisionschef på HMS Äran 1920 samt som flottiljchef på depåfartyget Svea 1921, 1924 och 1925. Åren 1925–1929 var Gisiko chef för Stockholms örlogsvarv, varpå han tillhörde reserven 1929–1940.
Efter sin avgång ur aktiv tjänst var Gisiko chef för Sveriges frivilliga motorbåtskår 1929–1940, ordförande i Fartygsuttagningskommissionen 1929–1938, verkställande ledamot i Föreningen Sveriges Flotta 1930–1937 och ledamot av Krigshovrätten från 1934.
Henrik Gisiko invaldes 1909 som ledamot av Kungliga Örlogsmannasällskapet och 1914 som ledamot av Kungliga Krigsvetenskapsakademien.
Henrik Gisiko var son till grosshandlaren Samuel Gisiko och Emma Wetterling. Han gifte sig 1895 med Ingrid Andersson och de fick fyra barn: Axel, Gösta, Herman och Carl. Makarna Gisiko är begravda på Norra begravningsplatsen i Solna.

### Utmärkelser
- Femte klassen av Turkiska Meschidie-orden, 1891.[3]
- Portugisiska São Bento de Aviz-orden, 1898.[3]
- Riddare av Franska Hederslegionen, 1908.[3]
- Riddare av tredje klassen av Preussiska Kronorden, 1908.[3]
- Riddare av första klassen av Svärdsorden, 1910.[11]
- Riddare av Danska Dannebrogsorden, 1912.[3]
- Kommendör av andra graden av Danska Dannebrogorden, 1919.[3]
- Riddare av Nordstjärneorden, 1921.[3]
- Kommendör av andra klass av Svärdsorden, 1923.[3]
- Kommendör av andra klassen av Finlands Vita Ros’ orden, 1924.[3]
- Kommendör av första klass av Svärdsorden, 1926.[3]
- Storofficer av Belgiska Leopoldsorden, 1927.[3]
- Kommendör av tredje klassen av Spanska orden El mérito naval, 1929.[3]
- Chilenska förtjänstorden, 1930.[3]